# Kostol
Kostol (en serbe cyrillique : Костол) est un village de Serbie situé dans la municipalité de Kladovo, district de Bor. Au recensement de 2011, il comptait 957 habitants.
Kostol est officiellement classé parmi les villages de Serbie.

## Démographie

### Évolution historique de la population
| 1948 | 1953 | 1961 | 1971  | 1981  | 1991  | 2002  | 2011 |
| ---- | ---- | ---- | ----- | ----- | ----- | ----- | ---- |
| 834  | 859  | 891  | 1 138 | 1 218 | 1 177 | 1 053 | 957  |

|  |